# Tours-i Szent Márton-székesegyház (Munkács)
Munkács Tours-i Szent Mártonnak szentelt római katolikus plébániatemploma a város központjában áll.

## Története
„Munkács régi középülete a keletelt templom, mely a város közepe táján, körded kőfallal körülvett czinterem közepén áll, innen következtethetni, hogy a hajdani ős telep e tájon keletkezhetett. Hogy itt már a XIII. században templom állott, onnan is állíthatni, hogy a munkácsi lelkészség az 1333-dik évi pápai tizedek lajstromában a kivételes paróchiák közt említtetik, Erzsébet királyné pedig 1376-ban okmányilag megengedé, hogy a község hivatalos pecsétjén czimerül a templom védszentje, Szent Márton hitvallónak képét viselhesse. Azonban az eredeti templomnak már nyoma sem látszik, mert idő folytán az épület a felette elvonult viharoktól annyit szenvedett, a hadak rombolásaitól oly sokszor érintetett, hogy a koronkint rajta tett javítások és újítások teljesen elenyésztették eredeti alakját.”
Az okmányok szerint a templomot először a 15. század végén alakították át, amikor Munkács már a Hunyadi család birtokában volt. 1493-ban Varga György munkácsi birtokos Mária tiszteletére oltárnokságot alapított, és megfelelő telket, házat és szántóföldet adott ehhez. Viszonzásul az oltárnok, akinek teendőit a plébános látta el, köteles volt heti három misét mondani érte.
1567-ben János Zsigmond hadai szállták meg Munkácsot és várát, de csak rövid időre, mert Miksa király Schwendi Lázár vezette serege kurta ostrom után visszafoglalta mindkettőt. A csatában a város és benne a templom is leégett. A templomot a király beleegyezésével és költségén Büdy Mihály, a munkácsi uradalom akkori bérlője, munkácsi várkapitány és Bereg vármegyei főispán állíttatta helyre és újíttatta meg.
Amikor Munkács lakóinak többsége áttért a protestáns hitre, az új vallás hívei elfoglalták a templomot; egy monda szerint II. Rákóczi György fejedelem utasítására a római katolikus hívek a templom északi mellékhajójából kialakított kápolnában misézhettek, a protestánsok pedig a főhajót használták.
1657-ben a Munkácsra berontó, bosszúálló lengyelek a várost a templom tornyával együtt felégették; a tűzben a harangok is elolvadtak. A templom helyreállításához a hívek Lorántffy Zsuzsannától kértek és kaptak segítséget.
1660-ban Báthory Zsófia nemcsak visszaadta a templomot a katolikus híveknek, de még egy közepes méretű harangot is öntetett számára. Halála után a protestánsok újra maguknak követelték a harangot, igényüket azonban elutasították; csak 100 forint kárpótlást kaptak. Két év múlva Thököly Imre kurucai foglalták el Munkácsot, és az egész templomot visszaadták a protestánsoknak. 1685-ben Antonio Caraffa egyik alvezére, Aenas Caprara ostrom alá vette munkácsi várat, amit Zrínyi Ilona védett. Az ostrom sikertelenségén feldühödött császáriak bosszúból felégették a várost templomával együtt. (A várat 1688-ban Antonio Caraffa foglalta el.)
A templom 1688-ban került ismét a katolikusok birtokába, és ott is maradt. a buzgó katolikus II. Rákóczi Ferenc nagy gondot fordított fenntartására, baráti viszonyban volt Kéry plébánossal, akinek miséire gyakran eljárt.
1711-től, hogy a munkácsi uradalom a koronára szállt, a templomot a kincstárnak kellett volna fenntartania. Ezt elhanyagolták, és az épület egy 1723-ban felvett jegyzőkönyv szerint erősen megrongálódott. Tatarozásához csak 1746-ban látott hozzá gróf Schönborn Ervin Jenő. Ekkor a főhajóról lebontották a roskatag boltozatot, amit erős pillérekre támaszkodó dongaboltozatra cseréltek. 1754-ben kijavították a tornyot is, egy év múlva pedig órát szereltek fel rá.
1762-ben villám csapott a toronyba, és azt erősen megrongálta. Megrepedt egyik harangja is – ezt 1769-ben öntették újjá. 1773-ban ismét villám csapott a toronyba, amit ezután évekig javítottak. A főoltár 1800-ban gróf Schönborn Ervin Jenő adományából készült el. Az oltárképet 1826-ban, Bécsben festették.
Kibővítették a karzatot, és a hitközség összegyűjtötte a pénzt egy új orgonára. Az északi mellékhajó oltárát 1873-ban özvegy Bökényi Mihályné állíttatta.
A 19. század végére a templom boltozata és tetőszerkezete katasztrofális állapotba került, ezért Schönborn gróf kezdeményezésére az egyházközség elhatározta egy új templom felépítését. Az ehhez szükséges pénz felét a grófi család adta. A főhajót, a késő gótikus északi mellékhajót és a tornyot 1904-ben lebontották, csak a szentélyt hagyták meg eredeti állapotában. Az új templom a régitől eltérő tájolással, eklektikus stílusban épült Czigler Győző műépítész tervei alapján; építését 1905-ben fejezte be Wagner Márton jászapáti építőmester. Az alapfalakat 1904. augusztus 7-én áldották meg; a kész templomot 1905. szeptember 24-én szentelték fel ünnepélyesen.
1945 után a templom felújításra szorult, de erre csak 1967-ben kaptak engedélyt. Új kerítést emeltek a lebontott helyébe, helyreállították a visszakapott kápolnát. Sikeresen restaurálták a főoltár képét.
2004-ben, a templom építésének centenáriumára az egyházmegye újabb külső felújítást kezdett; ez 2012-ig még nem fejeződött be.

## Az épület
A székesegyház Kárpátalja egyik legrégibb és legszebb temploma.
Az egykori szentélyből kialakított Szent Mihály-kápolna a nyolcszög három oldalával záródik, és minden oldalról támpillérek támasztják. Az északi oldalán álló kerek torony tetejére csigalépcső vezet. A kápolna boltozata hálószerű; a bordák metszéspontjaiban kerek, rombusz és pajzs alakú zárókövek díszítik. A déli falban három részre tagolt gyóntatófülkét alakítottak ki. A kápolna nyugati részén neogótikus karzat magasodik. A nyugati oldal mindkét szélén a diadalív felső része látható. A kápolnában az átalakítások közben 14. századi freskókat fedeztek fel. 
Déli bejárata felett látható a templom átépítésében elévülhetetlen érdemeket szerzett Büdy Mihály 1563-ban készített címere.

## Berendezése
A bejáratnál helyezték el a bezárt és megrongált zsófiafalvi templom oltárképét. Madarász Viktor festménye szent Istvánt ábrázolja, amint felajánlja a koronát Szűz Máriának.
A főoltár képén Szent Mártont láthatjuk lóháton, amint köpenyének felét nyújtja annak a koldusnak, akiről aztán álmában megtudta, hogy valójában maga Krisztus volt.
Orgonáját a budapesti Rieger Testvérek építették a 20. század elején.
A toronyórát Stószi Steiner Sámuel készítette.

## Hitélet
- Anyakönyvet 1712 óta vezetnek.
- A liturgia nyelve: magyar, szlovák, ukrán.
- 2002. március 27-én ez a templom lett az újonnan alapított, Munkácsi római katolikus egyházmegye székesegyháza.